# Milou májusban
A Milou májusban (eredeti címe: Milou en Mai) 1990-es francia történelmi vígjáték, amelyet Louis Malle rendezett. A forgatókönyvet Malle és Jean-Claude Carrière készítették. A főbb szerepekben Miou-Miou, Michel Piccoli és Michel Duchaussoy. 

## Szereplők
| Szerep         | Színész             | Magyar hang          |
| -------------- | ------------------- | -------------------- |
| Camille        | Miou-Miou           | Nagy-Kálózy Eszter   |
| Milou          | Michel Piccoli      | Sinkó László         |
| Georges        | Michel Duchaussoy   | Végvári Tamás        |
| Grimaldi       | Bruno Carette       | Szabó Sipos Barnabás |
| Mrs. Vieuzac   | Paulette Dubost     | Győri Ilona          |
| Lily           | Harriet Walter      | Radó Denise          |
| Adele          | Martine Gautier     | Détár Enikő          |
| Marie-Laure    | Rozenne Le Tallec   | Für Anikó            |
| Françoise      | Jeanne Herry        |                      |
| Pierre-Alain   | Renaud Danner       | Rajkai Zoltán        |
| Daniel         | François Berléand   | Ujréti László        |
| Claire         | Dominique Blanc     | Vándor Éva           |
| Leonce         | Marcel Bories       | Kun Vilmos           |
| pap            | Bernard Brocas      | Alföldi Róbert       |
| Mr Boutelleau  | Etienne Draber      | Gruber Hugó          |
| Mrs Boutelleau | Valérie Lemercier   | Martin Márta         |
| Jacques Paoli  | Stéphane Paoli      | Orosz István         |
| Paul           | Hubert Saint-Macary | Dunai Tamás          |

## Fontosabb díjak és jelölések
| Esemény | Díj | Kategória | Eredmény |
| ------- | --- | --------- | -------- |